# Мігель Гутьєррес (1956)
Мігель Анхель Гутьєррес (ісп. Miguel Ángel Gutiérrez, нар. 19 листопада 1956) — перуанський футболіст, що грав на позиції захисника. Відомий за виступами в перуанських клубах «Спортінг Крістал» та «Універсітаріо де Депортес», а також у складі національної збірної Перу. Чотириразовий чемпіон Перу

## Клубна кар'єра
З 1979 року Мігель Гутьєррес грав у складі команди «Спортінг Крістал», у складі якої у 1979, 1980 та 1983 роках був чемпіоном країни. У 1984 році перебував у складі команди «Депортіво Мунісіпаль». У 1985 році Мігель Гутьєррес перейшов до складу клубу «Універсітаріо де Депортес», у складі якого вчетверте став чемпіоном країни, й після завершення сезону 1985 року завершив виступи на футбольних полях.

## Виступи за збірну
1980 року дебютував у складі національної збірної Перу. У складі збірної був учасником чемпіонату світу 1982 року в Іспанії, проте на чемпіонаті на поле не виходив. У складі збірної грав до 1984 року, провів у її складі 7 матчів, у яких забитими м'ячами не відзначився.